# Alberto Nadra
Alberto Emilio Nadra (Buenos Aires, Argentina, 15 de abril de 1952) es un político, escritor y periodista argentino de formación marxista. Se destacó como activista de los derechos humanos y en la formación de la Coordinadora de Juventudes Políticas Argentinas entre 1970 y 1980.

## Biografía

### Infancia y juventud
Nadra nació en Buenos Aires el 12 de abril de 1952, el menor de los tres hijos de Fernando Nadra y Zulma Beltramone. Sin embargo, su familia recién lo anotó en el Registro Civil el 15 de abril, por complicaciones asociadas a la persecución política y encarcelamiento de su padre.
Cursó sus estudios primarios en varias escuelas porteñas, en ocasiones con identidades y documentos falsos, en una etapa de su vida que fue determinante para su posterior compromiso social y político, y a la que ha denominado “La infancia extraviada”, en su libro Secretos en Rojo.
El primer año de la escuela media lo cursó en un colegio comercial en Haedo, pero al final de ese ciclo lectivo las autoridades lo obligaron a abandonar la institución debido a su activismo estudiantil. Terminó sus estudios en el bachillerato del Colegio Mariano Moreno y, más tarde, cursó parcialmente las carreras de Sociología y Abogacía en la Universidad de Buenos Aires (UBA).
El 26 de marzo de 1982 contrajo matrimonio con Leonor Canelles, hija del dirigente gremial de la construcción Jorge Canelles, uno de los impulsores principales de la rebelión popular conocida como el Cordobazo, junto con el Secretario del Sindicato Luz y Fuerza, Agustín Tosco.

### Militancia estudiantil
En 1965 fue elegido por sus compañeros como delegado estudiantil de un secundario con orientación comercial en Haedo. Durante ese período participó en un periódico mural, en el que se condenó la invasión que habían realizado 42.000 marines de Estados Unidos a República Dominicana para impedir la reposición del gobierno legítimo de Juan Bosch. El escrito le valió la expulsión por parte de las autoridades quienes, pese a reincorporarlo después de la movilización de sus compañeros, le impusieron como sanción disciplinaria un cambio de establecimiento para el curso siguiente.
En 1966 ingresó al Colegio Mariano Moreno, donde colaboró en la reorganización del Centro de Estudiantes entre 1966 y 1967, en tiempos en los que la dictadura de Juan Carlos Onganía prohibía la actividad estudiantil. En 1968 fue uno de los delegados que promovieron la primera huelga en la enseñanza media contra la imposición de planes de estudios que los alumnos consideraban antipedagógicos y restrictivos. 
En 1969 el Centro de Estudiantes de su colegio inició el repudio a los asesinatos de estudiantes en las protestas populares de Corrientes, Rosario y Córdoba mediante la exhibición de cintas negras en la solapas de los sacos de los alumnos y en los guardapolvos de las alumnas. Esta medida se generalizó en varios establecimientos públicos en el resto del país.
En sus años de universitario, fue miembro del Consejo de Delegados y del Centro de Estudiantes de la Facultad de Filosofía y Letras (Cefyl) de la UBA. Participó en las tomas de establecimientos y en los enfrentamientos con las policías provinciales y la Guardia de Infantería, que fueron parte del movimiento nacional contra los exámenes de ingreso en 1970 y 1971. En más de una ocasión, fue detenido y privado ilegalmente de su libertad por la policía y grupos parapoliciales.

### Militancia política
Nadra comenzó a militar a los 13 años en el ámbito de la FJC. Actuó en sus organismos de base estudiantiles y del gremio de prensa. En 1970 y 1982, respectivamente, lo eligieron para integrar la Comisión de Relaciones Políticas y el Comité Central de esa organización. También dirigió su quincenario Aquí y Ahora durante un período de la dictadura militar y hasta 1984, cuando pasó a colaborar en la dirección del Partido Comunista (PC).
En esta etapa formó parte del Consejo Editorial de la revista teórica Nueva Era y dirigió el semanario Propuesta (con una distribución de 150.000 ejemplares). También, participó en la redacción de los documentos Tesis e Informe Central, los ejes teóricos del proceso denominado “viraje”, en el XVI Congreso de la organización, en noviembre de 1986. Pese a haber sido elegido como miembro del Comité Central en ese acto, la desnaturalización del “viraje” profundizó las diferencias de Nadra con el sector hegemónico de la dirección. Renunció al PC el 8 de octubre de 1990, después de 26 años de militancia.
En los primeros años de la década de 1970, fue uno de los fundadores de las Juventudes Políticas Argentinas (JPA) y colaboró en su reconstrucción, entre el golpe de Estado y 1982. Ese mismo año, las JPA fueron relanzadas como MOJUPO (Movimiento de Juventudes Políticas).
Generalmente omitidas en los trabajos testimoniales y académicos acerca de la resistencia al autodenominado Proceso de Reorganización Nacional, la acción de las JPA –con el esfuerzo conjunto de jóvenes peronistas, comunistas, radicales, intransigentes, demócrata-cristianos y socialistas, entre otros–motorizó el resurgimiento de la acción juvenil en el movimiento obrero, estudiantil (secundario y universitario), la juventud agraria y los espacios culturales de actores, artistas plásticos y escritores. 
Entre sus iniciativas de mayor trascendencia, se encuentran el llamado por la Paz en el Conflicto del Beagle, la movilización con motivo de la visita de la Comisión Interamericana de Derechos Humanos (CIDH) en 1979, las marchas de la Comisión de los 25 y de la CGT Brasil a la iglesia de San Cayetano;  y el 30 de marzo de 1982, la Jornada de Lucha en los alrededores de la Plaza de Mayo.
En paralelo con su trabajo de cooperación con otras organizaciones políticas, Nadra protagonizó fuertes polémicas. Muchas de ellas desde su columna quincenal “Temas en Debate”, en el periódico Aquí y Ahora. Ya en 1997, se destaca su ríspida respuesta a notas de Juan Gelman en Página/12, aunque el diario solo la reprodujo parcialmente. Más recientemente, respondió a críticas de Manuel Gaggero a los comunistas, en el marco de una nota de este último sobre el asalto del Ejército Revolucionario del Pueblo al cuartel de Monte Chingolo.
En diciembre de 1997 integró el Foro de Confluencia, con un centenar de personalidades políticas, sociales y artísticas que reclamaron fuertes cambios al documento programático “Carta a los Argentinos” (aprobado por la Alianza para el Trabajo, la Justicia y la Educación en 1998, como plataforma electoral) y cuestionaron la elección de Fernando de la Rúa como candidato presidencial en 1999. 
Perteneció al partido UNITE y, como parte de su dirección, acordó con Néstor Kirchner un enfoque programático para el apoyo a su candidatura a fines de 2002, luego impulsada por el Frente para la Victoria (FpV).
Entre 2004 y diciembre de 2015 fue delegado de la Secretaría de Programación para la Prevención de la Drogadicción y la Lucha contra el Narcotráfico ante el Congreso de la Nación.

## Derechos Humanos
A través de su militancia en las JPA, Nadra estuvo íntimamente comprometido con la APDH, la LADH, los Familiares de Desaparecidos y Detenidos por Razones Políticas, las Abuelas de Plaza de Mayo y las Madres de Plaza de Mayo. Así, en 1977, concurrió con otros dirigentes juveniles a la primera marcha de las Madres de Plaza de Mayo y fue uno de los organizadores de los seminarios juveniles de la Asamblea Permanente por los Derechos Humanos en 1979 y 1980. 
Entre el 6 y el 20 de septiembre de 1979, integró la delegación juvenil que declaró ante la Comisión Interamericana de Derechos Humanos (CIDH).

## Plan Cóndor
Recientemente se reveló que fue parte destacada de una red de contrainteligencia y solidaridad que salvó vidas, denunció atrocidades, e incluso promovió acciones durante la llamada Operación Cóndor; el plan de exterminio de la izquierda y el nacionalismo revolucionario de las dictaduras del Cono Sur latinoamericano con dirección y logística de la CIA. 
La red enlazó los medios gráficos y radiofónicos de Moscú, Praga y Berlín, así como otros de Europa occidental, con las tareas al interior de los países involucrados, y contó con el apoyo logístico y de inteligencia de los partidos comunistas del continente y del entonces “Campo Socialista”.
Otros eslabones en este entramado informativo y logístico fueron los periodistas y militantes comunistas Isidoro Gilbert, Arturo Lozza, Rodolfo Nadra y Adolfo Coronato (de la Argentina); José Miguel Varas, Luis Córdova, Enrique Martini y José Maldavsky (de Chile); Elvio Romero (de Paraguay); Niko Scwartz y Ricardo Saxlund (de Uruguay), entre varios otros.

## Labor periodística
Se inició en este oficio como colaborador en el semanario Propósitos, de Leónidas Barletta. Más tarde fue corresponsal para medios nacionales y extranjeros, y se desempeñó como jefe de redacción o director de varios diarios. Sus investigaciones periodísticas lo llevaron a Roma, Moscú, La Habana, Argel, París, Praga, Samarkanda, Irkutsk. Entre 1973 y 1989, visitó países vecinos como Chile, Brasil, Bolivia, Paraguay y Uruguay.
En 1973 participó en un operativo de rescate y difusión del último poema de Víctor Jara, escrito poco antes de su asesinato en el Estadio Nacional, de Santiago de Chile, luego del golpe de Augusto Pinochet. Su compromiso con la denuncia de las violaciones a los derechos humanos en la Argentina y en la región continuó mientras se desempeñaba como jefe de Redacción y editor del área Cono Sur de la Corresponsalía en Buenos Aires de la agencia Prensa Latina (PL-Cuba), entre 1976 y 1983. 
En 1977 recibió y publicó una copia de la carta que Rodolfo Walsh enviara a la Junta Militar, Carta abierta de un escritor a la Junta Militar, poco antes de su secuestro y desaparición. A partir de ello PL fue la primera agencia que difundió ese documento de manera internacional, mucho antes de que fuera conocida en la Argentina. 
Fue amenazado de muerte y documentos parcialmente desclasificados de la CIA lo ubican en sus listados “agentes de inteligencia”. En 1979, la Organización Internacional de Periodistas distinguió su trabajo con el Premio al Mérito Periodístico.
En el ámbito del sindicalismo de prensa, participó de la Junta Electoral de la Asociación de Periodistas de Buenos Aires (APBA, años después UTPBA), para las elecciones del 27 al 31 de julio de 1972. En ellas compitieron figuras como: Jorge Luis Bernetti, Carlos Borro, María Victoria “Vicky” Walsh, Eduardo Molina, Vedia, María Cristina Suárez (Lista Marrón); y Sergio Peralta, Enrique Tortosa, Julio Orione, Walter Fumarola, Ricardo Mainardi, Jorge Marrone (Lista Azul y Blanca). En 1975, el gremio fue intervenido por el gobierno de María Estela Martínez de Perón, situación que se prolongó durante todo el gobierno de facto posterior.
En 1983, días después de la recuperación democrática, Nadra viajó a Moscú como delegado de la Federación Juvenil Comunista (FJC) para exponer en el Congreso Internacional de Periodistas en Moscú. 
Entre 1995 y 1999 produjo y fue conductor del programa "Política en Acción”, emitido por el canal Política y Economía (P&E), de la operadora de televisión por cable Cablevisión. 
En 2004 cofundó "Los 100", nucleamiento de periodistas y trabajadores de la comunicación, que impulsó la Ley de Servicios de Comunicación Audiovisual. A la fecha, ocupa el cargo de secretario de organización.

## Docencia
Durante sus estudios de Sociología y Abogacía, se desempeñó como ayudante en las cátedras de Carlos Santiago Nino y Enrique Bacigalupo, aunque luego se alejó de la vida académica para concentrar sus esfuerzos en la actividad política. 
Entre 1982 y 1987 dictó cursos de periodismo y análisis del discurso en las sedes argentina, boliviana y chilena de la Fundación de Estudios Económicos y Sociales. Años más tarde enseñó Análisis informativo en el Instituto de Periodismo Especializado (IPE) de la localidad bonaerense de Mercedes. En 1999 ejerció brevemente como titular de la cátedra “Ética, Periodismo y Sociedad” en la Universidad de Palermo.

## Premios y distinciones
Premio al “Mérito Profesional” de la Organización Internacional de Periodistas (OIP), 1979, por su labor en favor de los derechos humanos en la Argentina.
Premio Héctor Oesterheld 2003, por su labor periodística.

## Libros publicados
SECRETOS EN ROJO. Un militante entre dos siglos/Alberto Nadra. Buenos Aires, Ediciones Corregidor, 2012. ISBN 978-950-05-2030-0
En junio de 2015 se publicó una edición corregida y ampliada, que fue declarada de “Interés Cultural y para la Promoción y Defensa de los Derechos Humanos” por el voto unánime de la Legislatura de la Ciudad Autónoma de Buenos Aires, el 26 de noviembre de 2015.
DE KIRCHNER A MACRI. Crónicas de una derrota/Alberto Nadra. Buenos Aires, Ediciones Corregidor, 2016. ISBN 9789500531344
BANDERAS EN MI CORAZÓN/Alberto Nadra. Buenos Aires, Editorial Leviatán, 2022. ISBN 9789878381770